# Ferdinand Grossmann

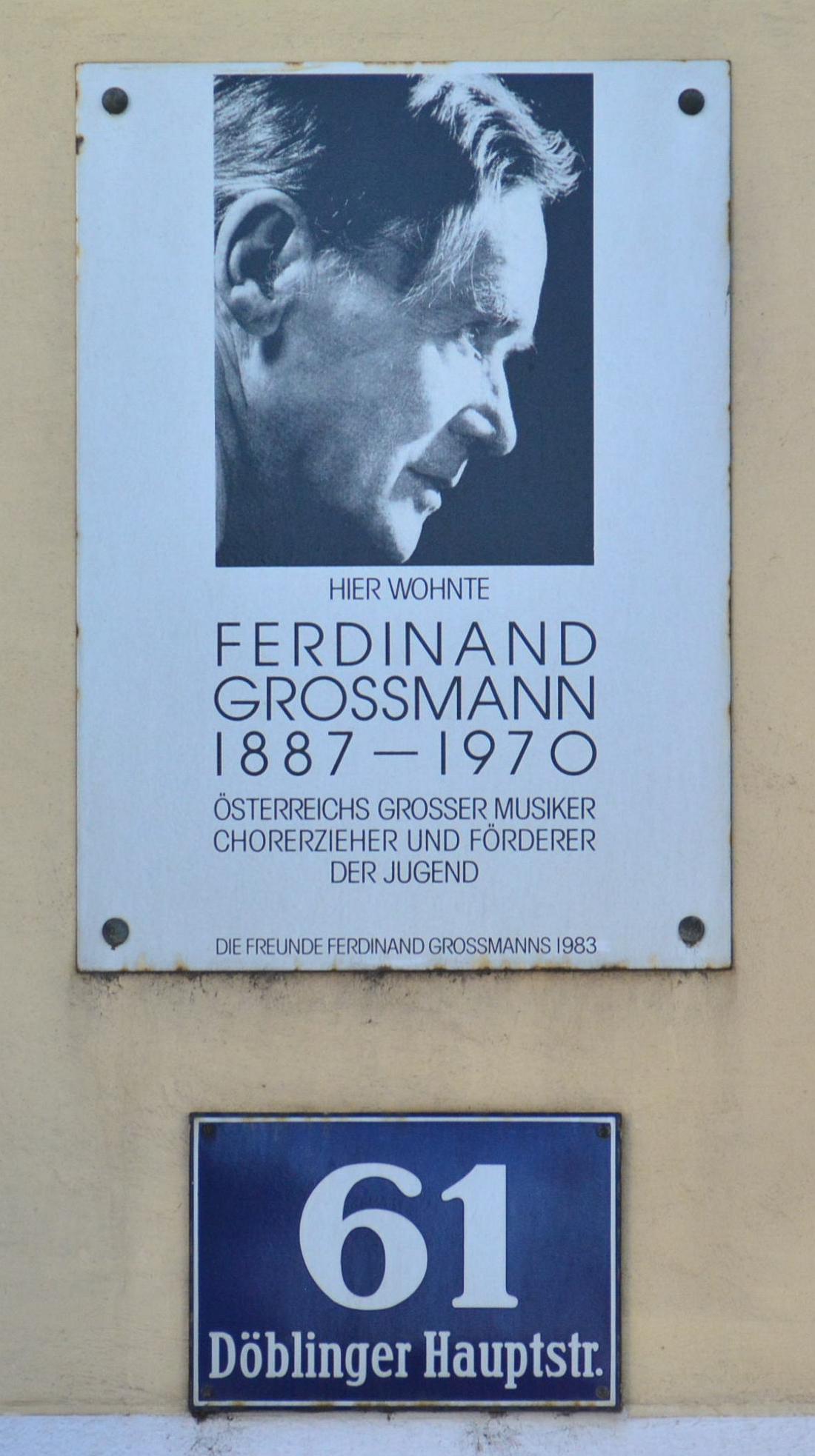
Gedenktafel für Ferdinand Grossmann

Ferdinand Grossmann (* 4. Juli 1887 in Tulln, Österreich-Ungarn; † 5. Dezember 1970 in Wien) war ein österreichischer Chorleiter, Gesangspädagoge und Komponist.

## Leben
Grossmann studierte Musik in Linz bei August Göllerich. Einige Jahre später besuchte er in Wien die Dirigentenklasse von Felix Weingartner.
1923 gründete er das Wiener Volkskonservatorium, eine der Vorgängerinstitutionen des Konservatoriums Wien Privatuniversität.
Später wurde er künstlerischer Leiter und teils auch Gründer einer Reihe wichtiger Wiener Institutionen, die im engeren oder weiteren Sinne mit Chorgesang zu tun hatten und die er vielfach zu internationaler Anerkennung führte, insbesondere die Wiener Sängerknaben.
Zu seinen Schülern zählt zum Beispiel die Sopranistin Christiane Sorell; oder der Sänger,  Schauspieler, Regisseur und Intendant Peter Weck; sowie viele Andere.
Er war aber auch teils langjährig für den Wiener Männergesang-Verein, den Wiener Singverein, den Chor der Wiener Staatsoper, die Konzertvereinigung Wiener Staatsopernchor, den Kammerchor der Wiener Musikakademie tätig.
Außerdem wirkte Grossmann als Dirigent des Akademischen Orchestervereins und als Kapellmeister der Wiener Hofmusikkapelle. Ferdinand Grossmann war von 1939 bis 1945 und wieder ab 1956 bis zu seinem Tod künstlerischer Leiter der Wiener Sängerknaben. 1961 erhielt er durch die Mozartgemeinde Wien die Mozartmedaille.

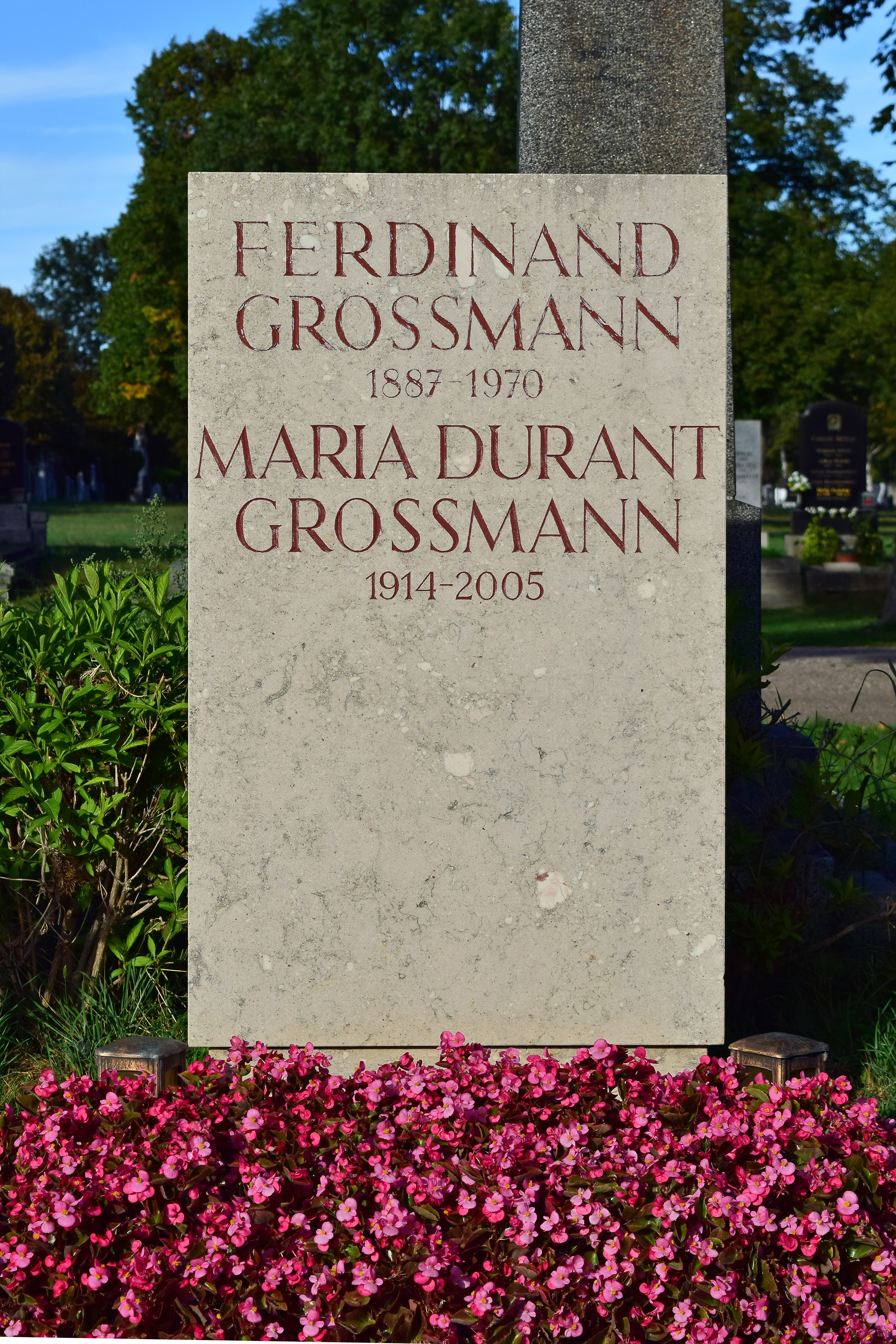
Grabstätte von Ferdinand Grossmann

Ferdinand Grossmann wurde am 11. Dezember 1970 auf dem Wiener Zentralfriedhof in einem ehrenhalber gewidmeten Grab (Gruppe 40, Nummer 26) bestattet. Die Seelenmesse wurde am 12. Dezember 1970 in der Wiener Hofburgkapelle gefeiert, wobei die Wiener Hofmusikkapelle zu seinem Gedächtnis das Mozartrequiem aufführte.
In Wien-Donaustadt (22. Bezirk) wurde 1982 die Grossmannstraße nach ihm benannt.